# Возцы
Возцы — деревня в Ступинском районе Московской области в составе Городского поселения Ступино (до 2006 года входила в Городищенский сельский округ). На 2016 год в Возцах 1 улица — Серебряная.
Впервые в исторических документах упоминается в 1577 году как сельцо Восцы. В деревне в 1795 году Новиковыми была построена церковь «Иконы Божией Матери Всех Скорбящих Радость», не сохранившаяся до наших дней.

## Население
| 2002 | 2006 | 2010 |
| ---- | ---- | ---- |
| 8    | ↘0   | →0   |

Возцы расположены на крайнем юго-востоке района, у границы с Городским округом Кашира, на речке Козова (левый приток Оки), высота центра деревни над уровнем моря — 120 м. Ближайшие населённые пункты: Суково примерно в 1,3 км на север и Баскачи городского округа Кашира — 2 км на юг, за Окой.